# كوبيتش العليا (شوي بانة)
کوبیتش العلیا (بالفارسية: کوپیچ علیا) هي قرية تقع في إيران في البلدة المركزية. يقدر عدد سكانها بـ 35 نسمة بحسب إحصاء 2016.